# Jean Sandherr

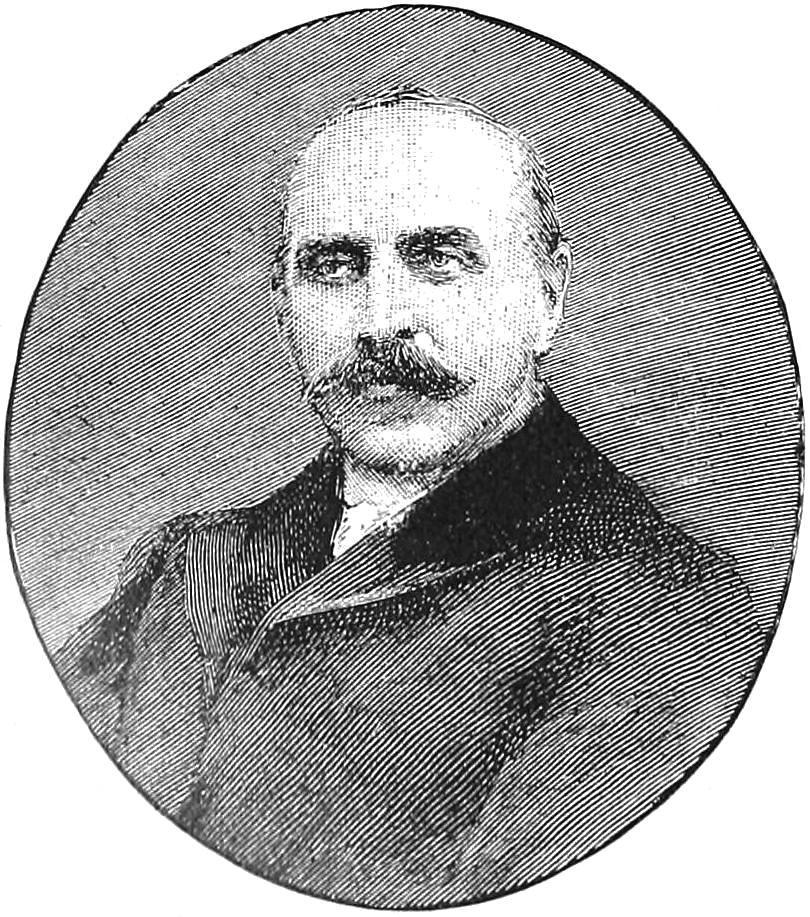
Jean Sandherr

Nicolas Jean Robert Conrad Auguste Sandherr (geboren 6. Juni 1846 in Mülhausen; gestorben 24. Mai 1897 in Paris) war ein an der Dreyfus-Affäre beteiligter französischer Oberst.

## Frühes Leben und Karriere
Sandherr wurde in Mülhausen im Elsass geboren, ebenso wie Alfred Dreyfus. Er war der Sohn eines Notars am Handelsgericht in Mülhausen.
Die Militärakademie von Saint-Cyr verließ er 1866 als Sous-Lieutenant (Unterleutnant) der chasseurs à pied (Jäger). 1870 wurde er zum Leutnant befördert und 1873 zum Hauptmann. Er wurde in die erste Klasse der École supérieure de Guerre aufgenommen und verließ diese Militärschule im Rang eines Majors.
Zu Beginn des Deutsch-Französischen Krieges verwundet, wurde Sandherr im September 1870 zum Ritter der Ehrenlegion ernannt. Er diente als Hauptmann des 2. Regiments der algerischen Tirailleure (Schützen), als Tunesien im April 1881 als französisches Protektorat annektiert wurde. Seine Aufgabe war es, die Feindseligkeit der tunesischen Stämme gegenüber der französischen Besetzung einzuschätzen.

## Die Dreyfus-Affäre
1885 wurde er zum Bataillonskommandeur ernannt und stellvertretender Leiter der „Statistischen Abteilung“ des Generalstabs der Armee. Hinter diesem harmlos klingenden Namen versteckte sich die militärische Spionageabwehr. 1887 übernahm Sandherr die Leitung des Dienstes von Oberst Paul Adolphe Grisot (1839–1912). 1891 ernannte man ihn zum Oberstleutnant, und er war dem direkten Befehl des Generals Charles Arthur Gonse unterstellt, als die Dreyfus-Affäre begann. Sandherr wurde in seinen Aufgaben von Major Hubert Henry unterstützt, der das volle Vertrauen von Gonse hatte.

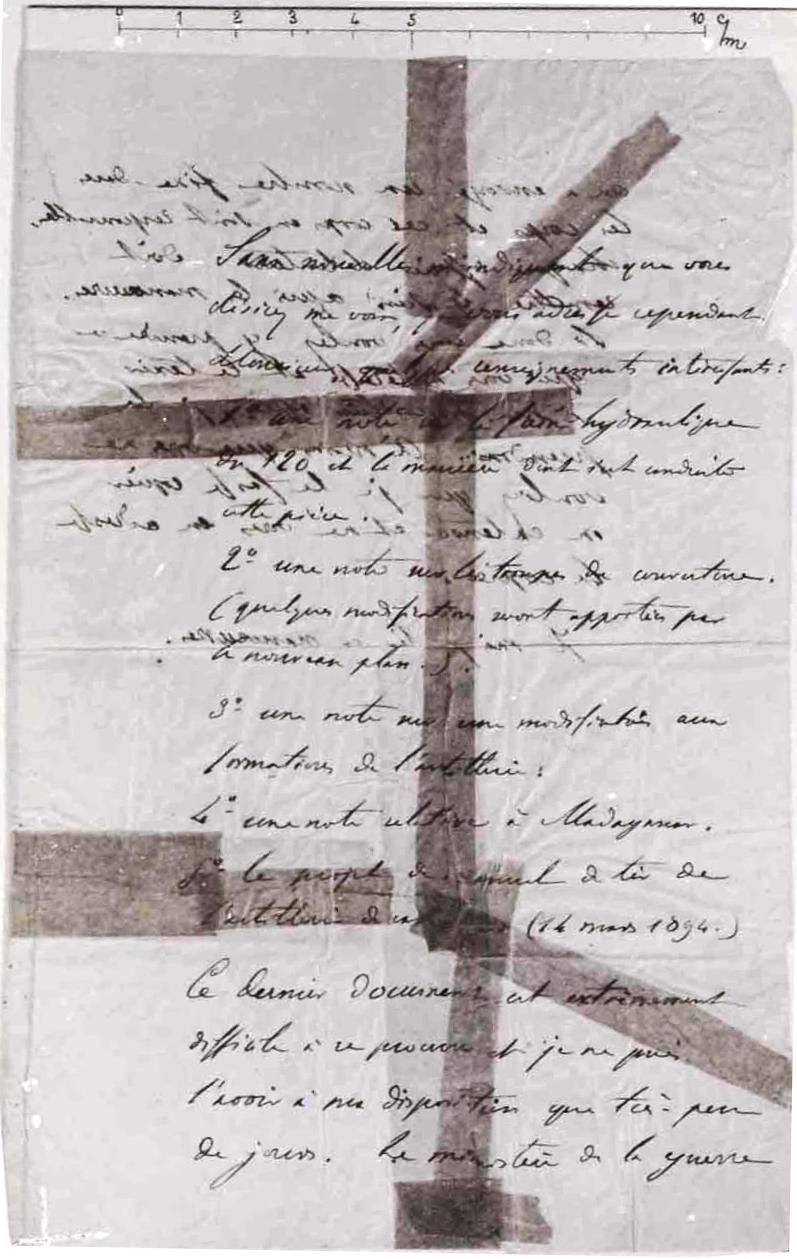
Das zusammengeklebte Bordereau

Am 25. September 1894 beschaffte die Putzfrau der deutschen Botschaft in Paris, Marie Bastian, die für die Statistische Abteilung spionierte, einen zerrissenen und nicht unterschriebenen Brief aus dem Papierkorb des deutschen Militärattachés Maximilian von Schwartzkoppen. Aus diesem Brief, dem sogenannten Bordereau ("Aufstellung", "Deckblatt", "Begleitschreiben"), ging hervor, dass französische Militärgeheimnisse an die Deutschen übergeben worden waren. Sandherr ließ die Angelegenheit durch eine geheime Kommission untersuchen, die sich schnell auf Hauptmann Alfred Dreyfus als Täter und Schuldigen festlegte, woraufhin Dreyfus bald verhaftet, vor Gericht gestellt und verurteilt wurde.
Am 14. April 1895 zum Oberst befördert, verließ Sandherr die Statistische Abteilung zum 1. Juli dieses Jahres, um das Kommando über das 20. Infanterieregiment in Montauban zu übernehmen. Sein Nachfolger in der Abteilung wurde Oberstleutnant Georges Picquart, der sich für die Rehabilitation des Hauptmanns Dreyfus engagierte. Der Skandal eskalierte 1898, als es offensichtlich wurde, dass die Anklage manipuliert und belastende Dokumente von Major Henry gefälscht worden waren.
Der Historiker George Whyte beschreibt Sandherr als überzeugten Antisemiten, der bereits in dieser Haltung erzogen worden sei.

## Krankheit und Tod
Jean Sandherr erlebte das Ende der Dreyfus-Affäre nicht mehr, obwohl er einer ihrer Initiatoren war. Eine durch Syphilis hervorgerufene allgemeine Lähmung zwang ihn, im Dezember 1896 den aktiven Dienst verlassen, und er erlag dieser Krankheit wenige Monate später. Posthum wurde er zum Offizier der Ehrenlegion ernannt.